# Ekajevo
Ekajevo (în rusă Экажево, în ingușă Ekajаkionghi-Iurt) este un sat din raionul Nazranovski, Ingușetia. În perioada sovietică, satul s-a numit Novoardonskoie.
Satul este situat de-a lungul râului Sunja, la confluența acestuia cu afluentul Kenci, pe malul opus cartierelor Nasir-Kortsk și Gamurzievsk ale orașului Nazran, de care satul este conectat printr-un pod rutier. Noua capitală a republicii, Magas, este situată la 5 kilometri sud de Ekajevo, iar satul Surkaki la 5 kilometri sud-est, pe cursul superior al râului Kenci.
În Ekajevo există șase școli. Tot aici funcționează cele mai mari ferme specializate în cartofi din Rusia.

## Istoric
Aulul (satul) Ekajevoi (Ekajevo) era inclus în okrugul Vladikavkaz, oblastia Terek, și era locuit în majoritate de osetini.
În 1919, satul a fost ars din temelii de trupele lui Denikin din cauza refuzului de a le permite să se poziționeze în ariergarda Armatei Roșii. Satul a fost răsplătit cu Certificatul de Merit al Comitetului Executiv Central al Uniunii Sovietice «pentru tăria și curajul locuitorilor din Ekajevo în luptele împotriva Gărzilor Albe».
În 1944, toți locuitorii din Ekajevo, împreună cu alți inguși, au fost deportați în RSS Kazahă; li s-a permis să se întoarcă abia în 1957-1958, după moartea lui Stalin.
În anumite împrejurări, în sat și împrejurimile lui au fost uciși unii lideri teroriști precum Șamil Basaev (pe 10 iulie 2006), Said Bureațki (pe 2 martie 2010), Djamaleil Mutaliev (pe 27 ianuarie 2012).

## Evoluția demografică
Numărul cel mai mare de locuitori s-a înregistrat în 2002: 23,2 mii persoane. Este a doua localitate rurală ca număr de locuitori din republică și a treisprezecea din Federația Rusă.
| Recensământul populației | Recensământul populației |        |
| 1979                     | 2002                     | 2011   |
| ------------------------ | ------------------------ | ------ |
| 7.916                    | 23.156                   | 15.769 |

Compoziția etnică (2002):
- inguși — 20 923 persoane (90,4 %),
- ceceni — 2025 persoane (8,7 %),
- dungani — 64 persoane (0,3 %),
- ruși — 38 persoane (0,2 %),
- alte naționalități — 106 persoane (0,4 %).

Majoritatea populației este de confesiune islamică.

## Personalități notabile
- Hadji-Bekir Șovhalovici Mutaliev — poet inguș.